# Козлув (Меховський повіт)
Козлув (пол. Kozłów) — село в Польщі, у гміні Козлув Меховського повіту Малопольського воєводства.
Населення — 990 осіб (2011).
У 1975-1998 роках село належало до Келецького воєводства.

## Демографія
Демографічна структура станом на 31 березня 2011 року:
|          | Загалом | Допрацездатний вік | Працездатний вік | Постпрацездатний вік |
| -------- | ------- | ------------------ | ---------------- | -------------------- |
| Чоловіки | 494     | 92                 | 348              | 54                   |
| Жінки    | 496     | 93                 | 285              | 118                  |
| Разом    | 990     | 185                | 633              | 172                  |